# Brachypterolus cinereus
Brachypterolus cinereus is een keversoort uit de familie bastaardglanskevers (Kateretidae). De wetenschappelijke naam van de soort werd in 1841 gepubliceerd door Oswald Heer.